# フランチェスコ・ステルッティ

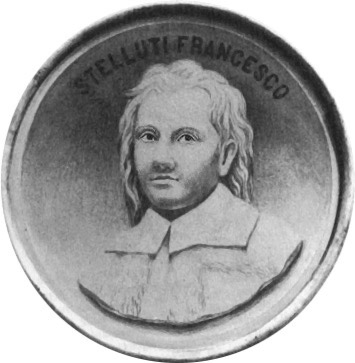
Francesco Stelluti

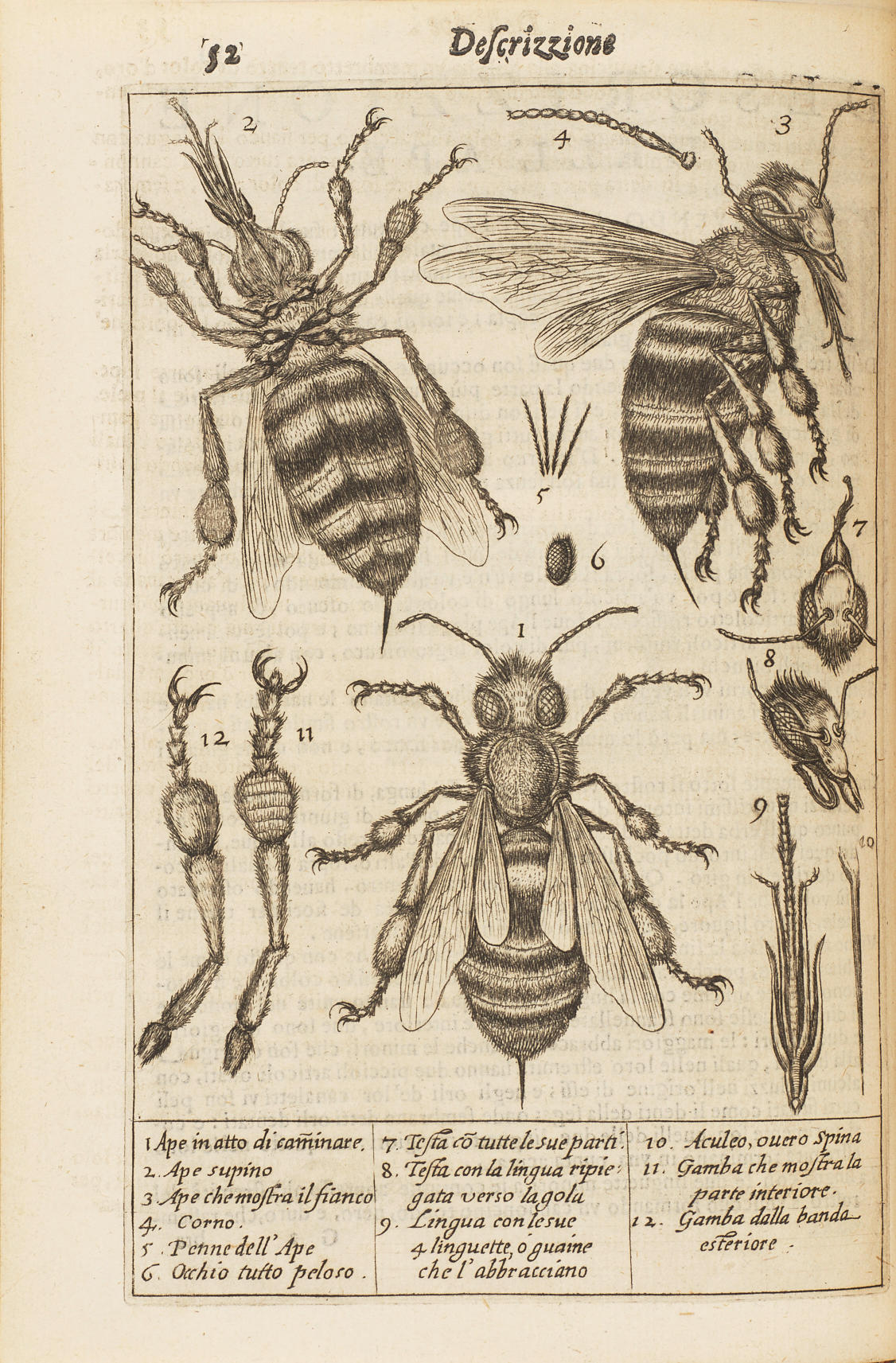
顕微鏡を使った観察によるミツバチの木版画(1630)

フランチェスコ・ステルッティ（Francesco Stelluti、1577年1月12日 - 1652年11月）はイタリアの博物学者。数学や顕微鏡学、文学、天文学の分野で働いた。顕微鏡を用いて観察した研究として最も古いハチの研究を発表した。科学アカデミー、アッカデーミア・デイ・リンチェイの創立メンバーの一人である。

## 略歴
マルケ州のファブリアーノの貴族の家に生まれた。法律を学ばせるためにローマに送られ、ローマでアッカデーミア・デイ・リンチェイの創立者のフェデリコ・チェージらと親しくなり、彼らと1603年にアッカデーミア・デイ・リンチェイを創立した。アカデミーの会員の中で自らを「tardigradus」（才能がない事か）と自称し補助的な役割にまわった。1604年に、アァデミーがチェージに悪い影響を与えることを懸念した、チェージの父親の意向によってファブリアーノに帰された。パルマの大公に仕え、この頃昆虫の研究を始めた。1608年か、1609年にローマに戻った。1610年に『星界の報告』を発表したガリレオ・ガリレイは1611年にアッカデーミア・デイ・リンチェイに入会した。ステルッティがガリレオを賞賛した書簡が残されている。1612年からアッカデーミア・デイ・リンチェイの事務的な仕事を担うようになり、この間、ガリレオの『太陽黒点論』（Istoria e dimostrazioni intorno alle macchie solari）と『偽金鑑識官』（Il saggiatore）の出版にかかわり、韻文の序章を執筆した。
1630年にミツバチの全体と部分を顕微鏡を使って観察して描いた版画を含む論文を出版した。これはガリレオがチェージに贈った顕微鏡を使ったとされる。1624年にガリレオの『分析者』（Il Saggiatore）とともに教皇ウルバヌス8世の甥の枢機卿フランチェスコ・バルベリーニ（Francesco Barberini）に献呈された。ハチは教皇の紋章の図柄であることから学会への支援を期待したものであったとされる。
1630年にチェージが没するとアッカデーミア・デイ・リンチェイを枢機卿バルベリーニをパトロンにしようと運動するが成果はなく、アッカデーミア・デイ・リンチェイの活動はやがて消滅した。